# Muro (Baleares)

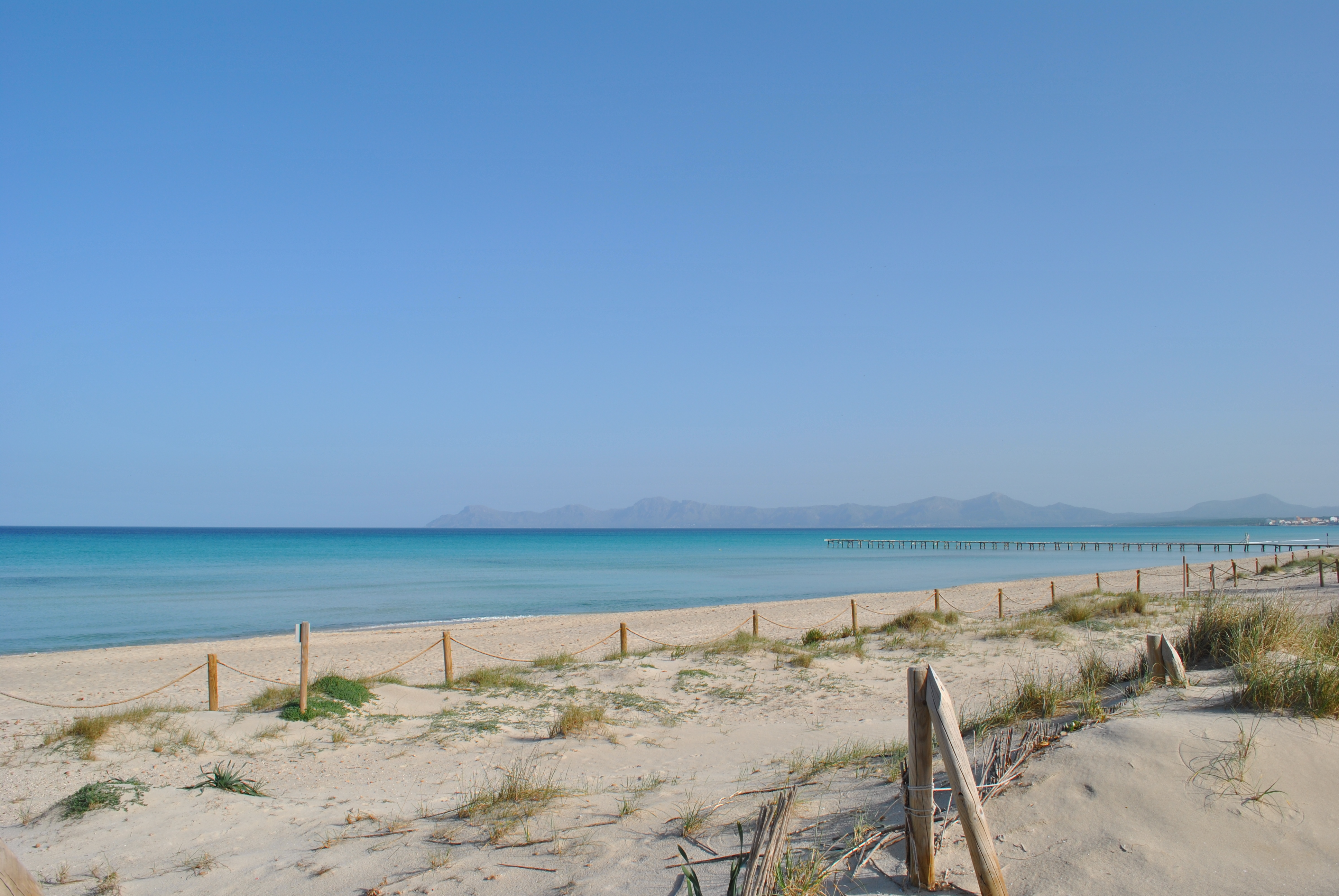
Vista de la Playa de Muro.

Muro es una localidad y municipio español situado en la parte septentrional de Mallorca, en la provincia y comunidad autónoma de las Islas Baleares. A orillas del mar Mediterráneo, este municipio limita con los de Alcudia, La Puebla, Llubí, María de la Salud y Santa Margarita.
El municipio murero es una de las dieciséis entidades que componen la comarca del Llano de Mallorca, y comprende los núcleos de población de Muro —capital municipal—, y Playa de Muro.

## Historia
Los orígenes del poblamiento en la zona de Muro se remontan a la Edad del Cobre. De hecho, uno de los pocos asentamientos excavados de esta época es el de Can na Cotxera, cerca de Son Parera. De la Edad del Bronce se tienen pocas referencias mientras que de la Edad del Hierro destacan grandes poblados talayóticos como el de Son Parera, talayots aislados como el de sa Font de Son Morei y talayots cuadrados como los de Son Serra. Los únicos restos conocidos científicamente de la época romana son unos entierros a la zona de la Albufera, conocidos como Son Sant Martí. No obstante, la proximidad con la ciudad romana de Pollentia y la presencia de cerámica romana y de la Antigüedad Tardía a diferentes yacimientos postalayóticos hace pensar en la existencia de una población romana también en Muro. Durante la época musulmana de Mallorca, Muro formaba parte del distrito de Algebelí, el cual con la reconquista cristiana fue dividido entre las parroquias de San Juan de Muro y de Santa Margarita de Muro, correspondientes a los actuales municipios de Muro y de Santa Margarita, y fue adjudicado al conde Hugo de Ampurias, al obispo de Gerona y al abad de San Félix de Guijoles.

## Demografía
Muro cuenta con una población de 8115 habitantes (INE 2024).
| Gráfica de evolución demográfica de Muro entre 1842 y 2021                                                            |
| |
| Población de derecho según los censos de población del INE. Población de hecho según los censos de población del INE. |

## Cultura

### Fiestas

#### San Antonio Abad
El día de San Antonio Abad (17 de enero) es una fiesta tradicional y popular en el pueblo. Sin duda, es el acontecimiento más señalado y esperado del calendario local. Destacan las gigantescas hogueras, música y canciones antiguas, bailes regionales, demonios y las tradicionales Benditas (o Beneïdes, en mallorquín).

#### Semana Santa
El Jueves Santo por la noche sale la procesión formada por las Cofradías de la Virgen de la Soledad o negras; San Juan Bautista o rojos, San Francisco de Asís; Virgen de Lluc; Cristo del Gran Poder; Virgen de la Esperanza; Vir Doloris, Dolorosas; Prohomonia de la Sangre.

#### San Juan Bautista
Las fiestas de San Juan el Bautista son las fiestas mayores de Muro. San Juan de junio es la primera fiesta del verano y tiene como escenario principal la Plaza Mayor. Se celebran actos deportivos, conciertos de música, exposiciones de pintura, verbenas, actividades infantiles, etc.

#### San Francisco de Paula
El primer domingo después de Pascua, Muro honra a San Francisco de Paula desde el año 1714; no obstante, el origen de la festividad es mucho más antiguo. En ella tienen lugar actos cívicos y religiosos.